# マカロン
マカロン（仏: macaron）は、卵白と砂糖とアーモンドを使った焼き菓子の一種。形状は、直径数センチメートルの円盤を2枚重ねた形をしている。フランスを代表する洋菓子であるが、発祥地には諸説があり、イタリア発祥説のほか、8世紀フランスのコルムリー修道院で初めて考案されたとの説もある。
語源はマカロニと同じものであり、「マコロン」や「マキャロン」とも称されるが、「マコロン」（macaroon）は厳密には別の菓子を指す。
マカロンは保存の効く菓子ではなく、（食品衛生法では定義されていないが）取扱は、どちらかというと生菓子に近く、特に高温には弱く15 ℃以下の環境、もしくは冷蔵庫に保管することが求められ、賞味期限も5日以内ほどである。

## パリ風マカロン
マカロンと名の付く菓子には色々な種類がある。単にマカロンと言えば、通常は固く泡立てたメレンゲに砂糖、アーモンドプードル（パウダー）等を加えて焼き上げた柔らかな2枚の生地にクリームやジャム、ガナッシュをはさんだパリ風マカロン（マカロン・パリジャン、macaron parisien）のことを指す。正式にはマカロン・ムー（macaron mou、「柔らかいマカロン」）という。彩りも豊富で贈り物としても人気がある。アーモンド粉末の代わりにココナッツを使う場合もある。また、マカロン・リス（macarons lisse）とも呼ばれる。この「リス（lisse）」にはすべすべしているという意味で、もとは一枚ずつバラバラのお菓子だった。
パリ風マカロンは、パリにある「ラデュレ」菓子店の経営者ピエール・デフォンテーヌが、1930年に2枚のマカロンにジャムやクリームをはさんで売り出したのが始まりである。日本では、生地を小さく絞ったまま焼いたものもマカロンとして売られていることがある（下記関連項目「まころん」も参照のこと）。バニラ以外には、チョコレート・ローズ・ピスタチオ味が有名だが、梅や抹茶、小豆、黒ごまなどの和風マカロンも作られている。ラデュレでは期間限定で山椒味のマカロンが販売されていた。
マカロン生地を焼成する際にできる下部からはみ出している部分は、フランス語で「足」を意味する「ピエ」と呼ばれている。

## 韓国マカロン
フィリングが多めのマカロン。

## 台湾式マカロン

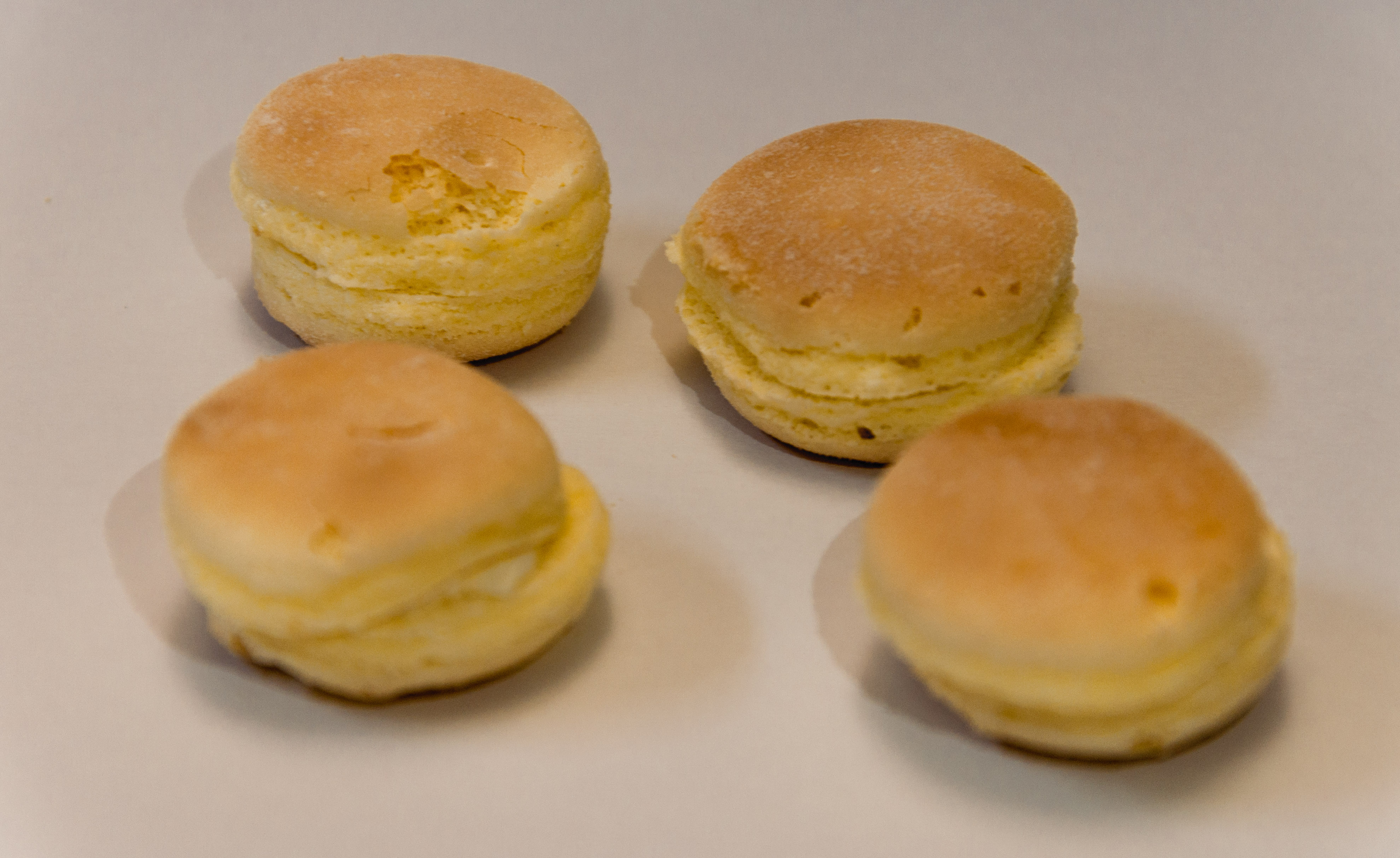
台湾式マカロンの例（牛粒）

台湾式マカロン（中国語: 臺式馬卡龍）は、日本のブッセが台湾に持ち込まれ、独自に進化された菓子。
日本のブッセはビスキュイでクリームやジャムをはさんみ、さっくりした食感の焼菓子であるが、台湾式マカロンはほろっと崩れるような食感となっている。
アーモンドパウダーは使用されておらず、全卵と薄力粉を使用して作る。

## バリエーション

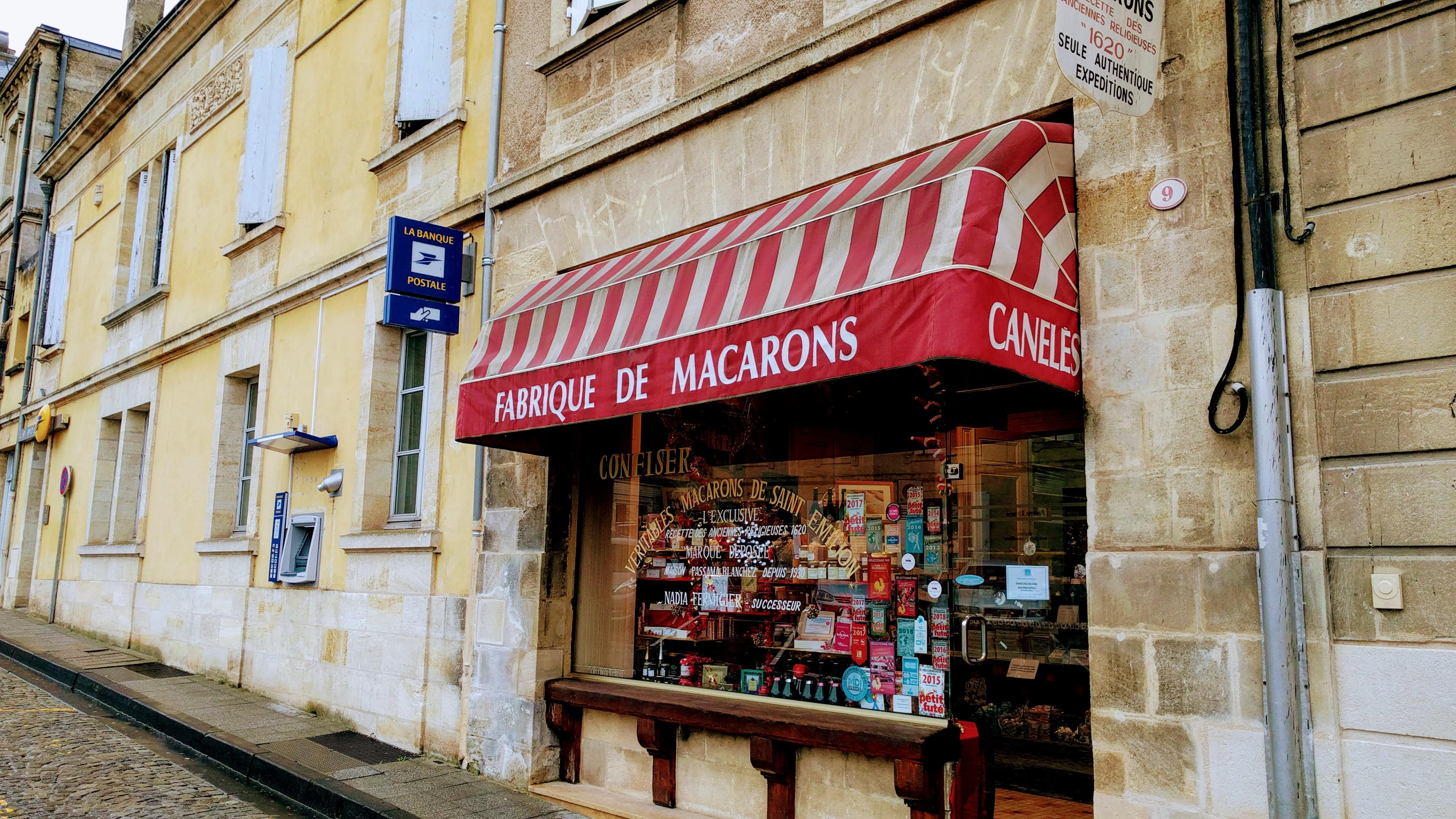
サンテミリオンマカロン店（2018年1月現地にて撮影）

現在でもフランスの各地で、さまざまなマカロンが作られている。13世紀から作られているサン＝テミリオンのマカロン・クラックレ（macaron craquelé）や16世紀から作られているアミアンのマカロン・ダミアン（macaron d'Amiens）、18世紀から作られているナンシーのスール・マカロン（sœur macaron）などが有名である。最も古いマカロンは、791年から現在まで製造されているロワール地方のコルムリー修道院の物である。この他、ピレネー＝アトランティック県サン＝ジャン＝ド＝リュズなどにも名物のマカロンが存在する。

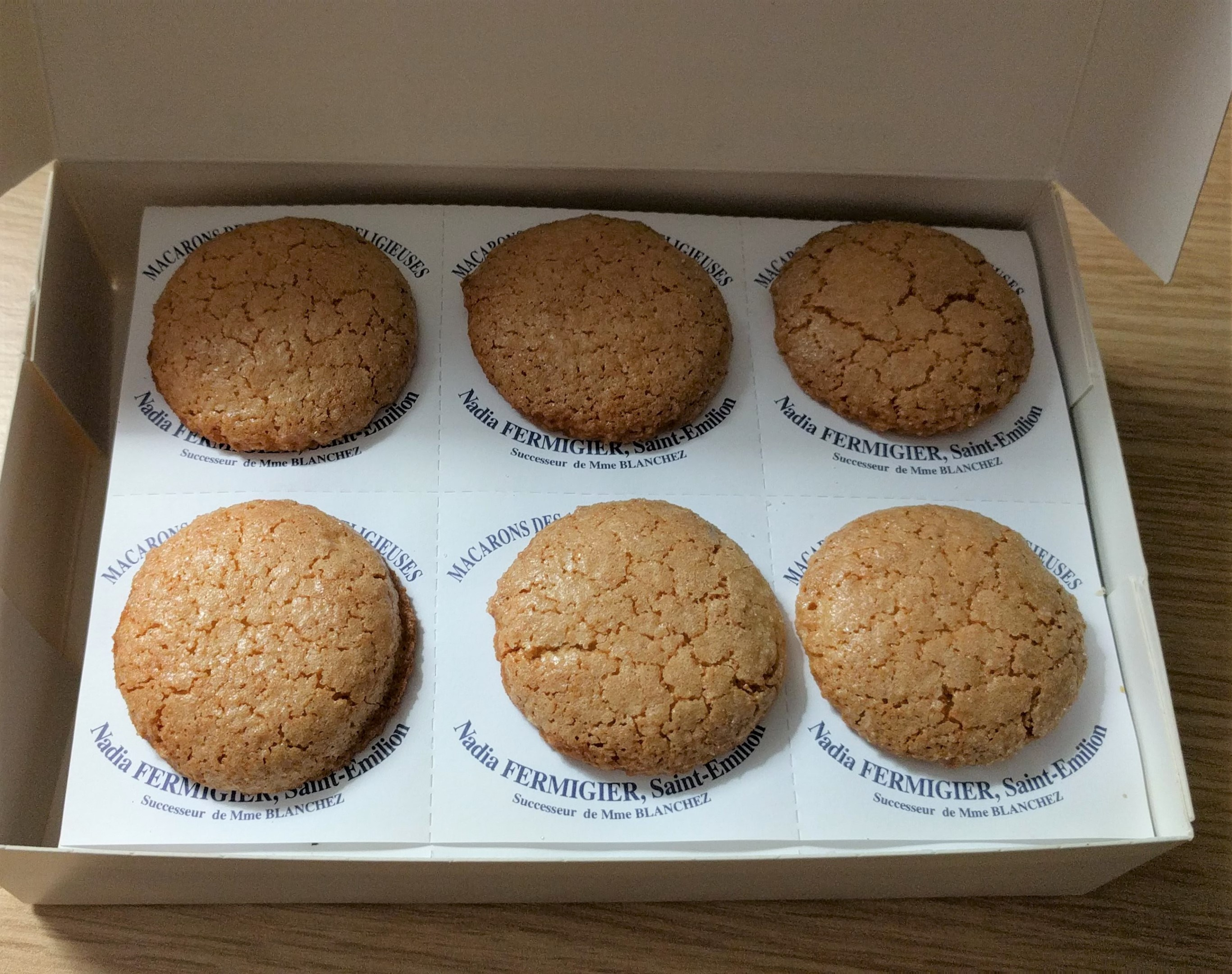
サンテミリオンのマカロン。日本におけるマカロンというよりも、むしろココナッツクッキーのような味わい。2018年１月現地にて

16世紀にカトリーヌ・ド・メディシスがアンリ2世のもとへ輿入れする際にイタリアから持っていった菓子も古典的なマカロンの一つで、イタリアではアマレッティと呼ばれる。そのアマレッティを柔らかくしたのがバーチ・ディ・ダーマ（Baci di dama）であり、特にパリ風マカロンはバーチ・ディ・ダーマを発展させたものだと言われている。
中日ドラゴンズがマスコット人気にあやかって販売している「どあろん」も知られている（名前はマカロンにドアラ・シャオロン・パオロンのそれぞれの名前を引っ掛けて命名）。

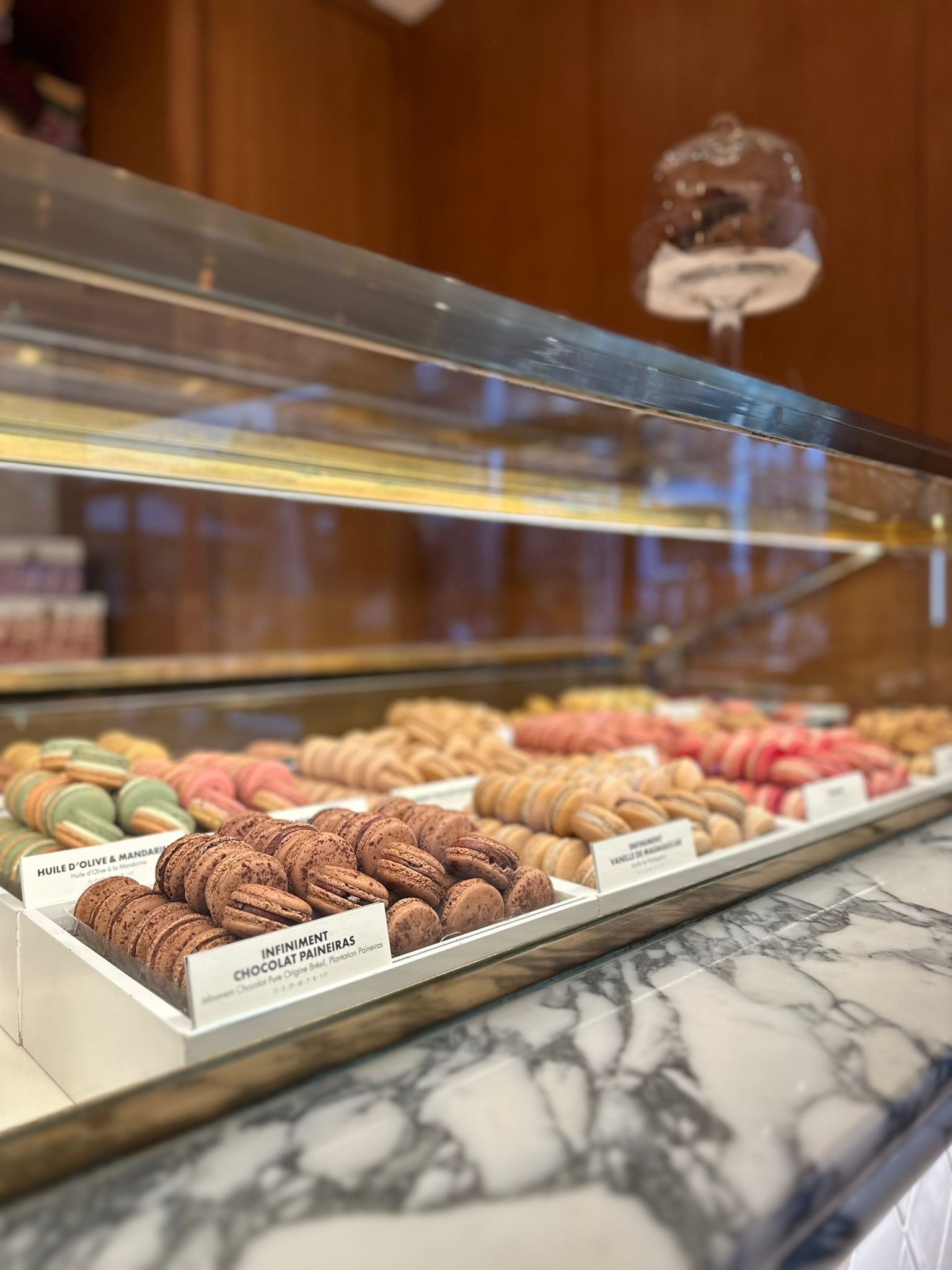
ピエール・エルメの店頭
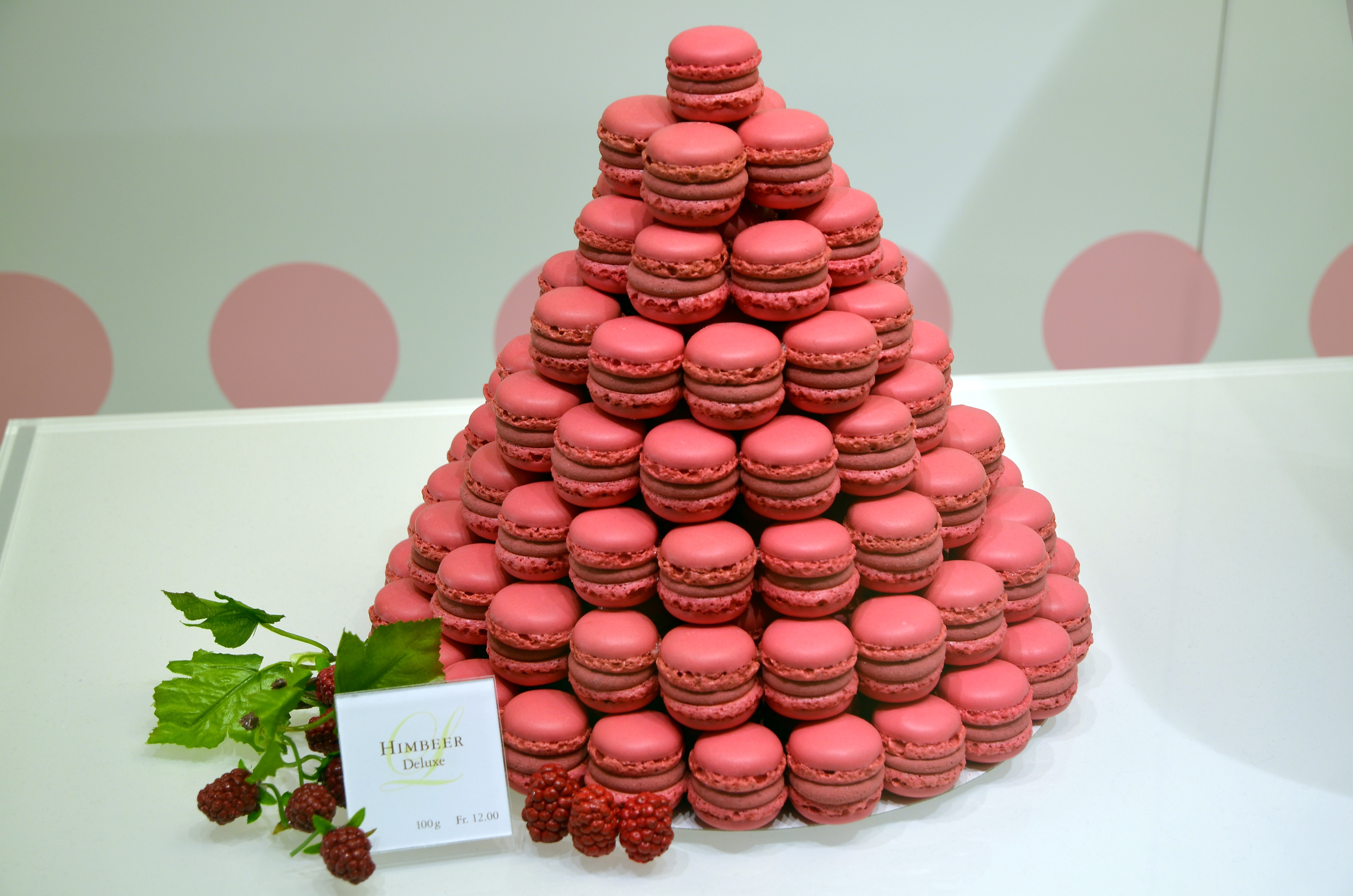
コンフィズリー・シュプリングリー（英語版）のルクセンブルゲルリ（ドイツ語版）のマカロンタワー
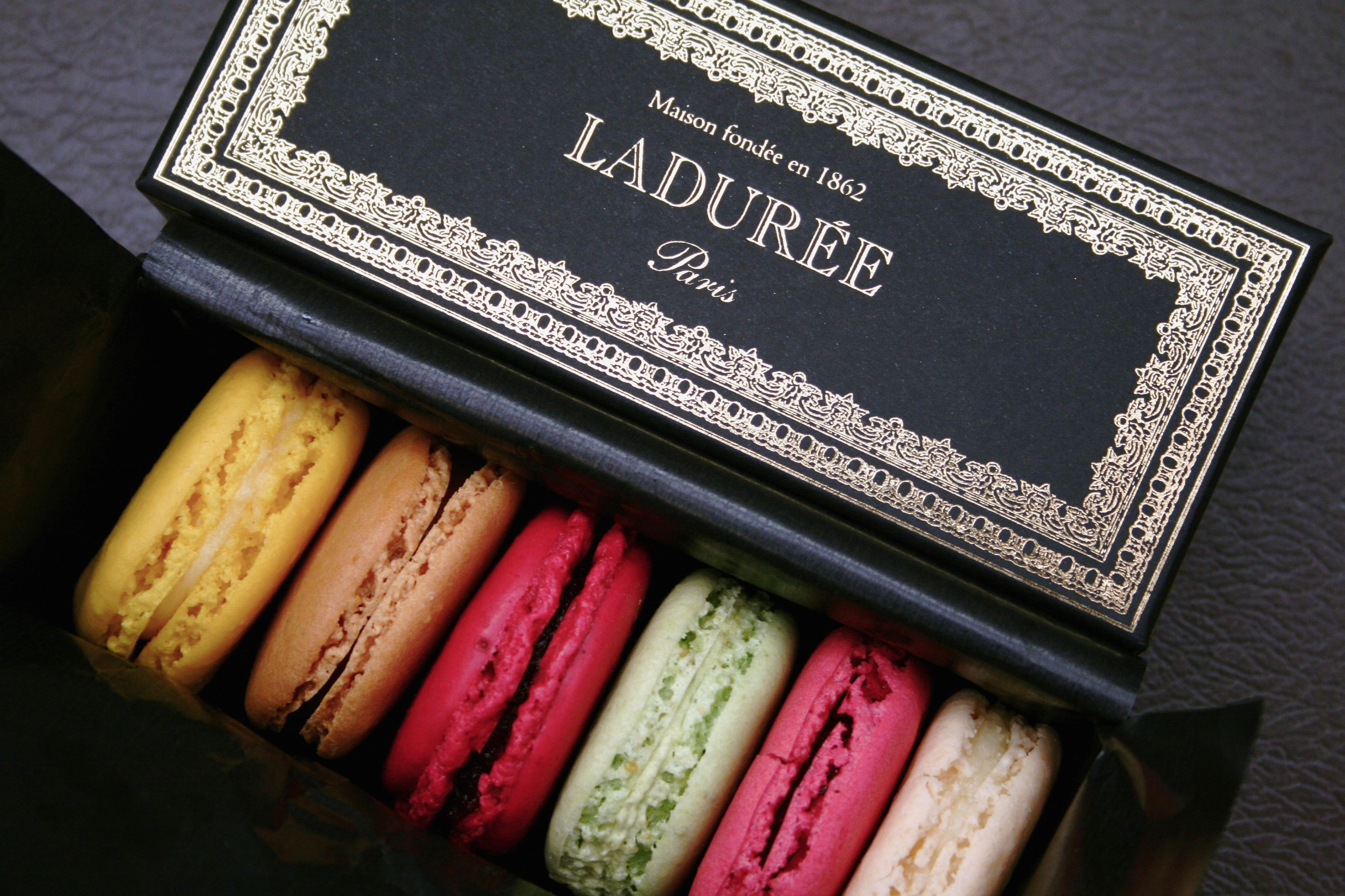
ラデュレの化粧箱入り
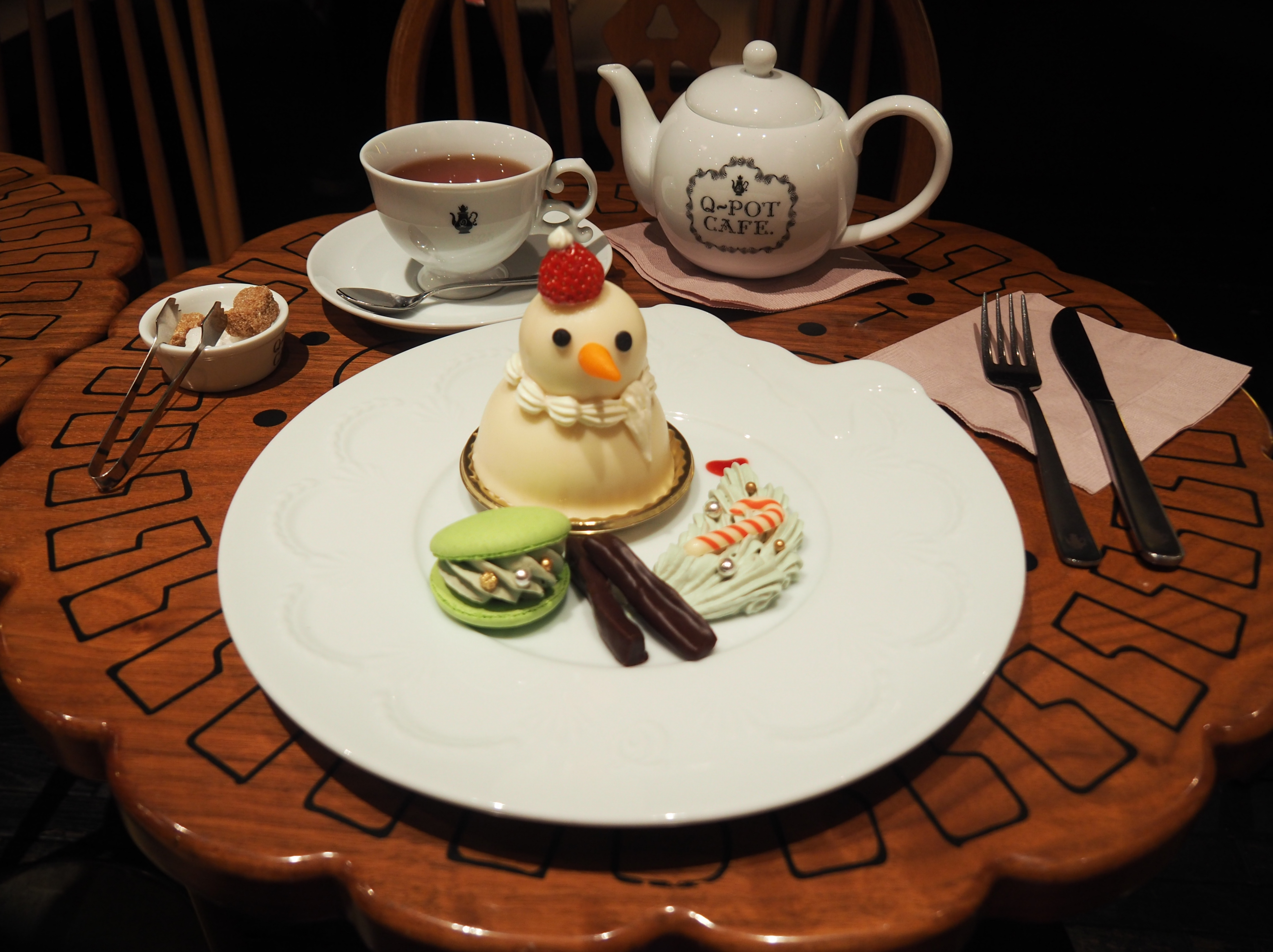
Q-pot.カフェのメニュー

### 外国語
1. ↑  フランス語発音: [makaʁɔ̃]　マカロン（パリ発音：マキャホン）
2. ↑  英語発音: [ˌmækə ˈrɑːn]　マキャローン